# ميخائيل ستيفنز (مخرج)
ميخائيل ستيفنز (بالإنجليزية: Michael Stevens)‏ هو كاتب سيناريو ومنتج أفلام ومخرج أمريكي، ولد في 21 نوفمبر 1966 في واشنطن العاصمة في الولايات المتحدة، وتوفي في 15 أكتوبر 2015 في لوس أنجلوس في الولايات المتحدة بسبب سرطان.

## وصلات خارجية
- مايكل ستيفنز على موقع IMDb (الإنجليزية)
- مايكل ستيفنز على موقع ألو سيني (الفرنسية)
- مايكل ستيفنز على موقع أول موفي (الإنجليزية)
- مايكل ستيفنز على موقع قاعدة بيانات الأفلام السويدية (السويدية)
- مايكل ستيفنز على موقع قاعدة بيانات الفيلم (الإنجليزية)
- مايكل ستيفنز على موقع كينوبويسك (الروسية)